# 간택 - 여인들의 전쟁
《간택 - 여인들의 전쟁》은 2019년 12월 14일부터 2020년 2월 9일까지 방영된 TV조선 토일 드라마이다.

## 기획 의도
쌍둥이 언니를 죽인 범인을 찾기 위해 왕비가 되려는 여인과 예지몽을 통해 그 여인을 보게 되는 조선의 왕, 간택을 둘러싸고 벌어지는 그들의 치열하고 애달픈 궁중 서바이벌 로맨스 드라마

## 등장 인물

### 주요 인물
- 진세연 : 강은보/강은기 역 (아역: 최명빈) 
  - 강은보 - 은기의 쌍둥이 동생이자 부제학 강씨 가문의 둘째 딸. 언니의 죽음을 밝히기 위해 홍연이란 이름을 쓰며 신분을 속이고 간택에 나선다. 무녀 → 종2품 숙의, 경의 후궁.
  - 강은기 - 은보의 쌍둥이 언니, 경의 정비. 대왕 대비의 간택으로 중전의 자리에 올랐으나 누군 가의 음모로 인해 국혼 식 날 총상을 입어 그 자리에서 즉사한다.
- 김민규 : 이경 역 (아역: 박민수) - 임금, 죽은 은기의 옛 정혼자. 예지몽을 꾸는 능력을 가지고 있다
- 도상우 : 이재화 역 (아역: 김정철) - 이경이 죽자 왕으로서 조흥견이 데리고 왔지만 되지 못하고 대군으로 사는 비운의 인물. 은보에게 첫눈에 반해 좋아하게 된다. 겉으론 어리숙하고 어리바리해 보이는 인물이지만 자신의 진짜 본색을 숨기면서 살고 있다.
- 이열음 : 조영지 역 - 좌의정 조흥견 여식, 웃음도 많고 눈물도 많은 해맑은 반가의 규수, 명망가에서 나고 자랐으니 나름 그에 걸맞은 교육을 받았을 텐 데 정치며, 야망엔 요만큼도 관심이 없고 그저 경의 여인이 되고 싶은 연심 뿐이다.
- 이시언 : 왈 역 (아역: 길정우) - 부용객주, 은보의 동업자 → 의금부 나장. 입이 거칠고 목청이 커서 무슨 말을 하든 개처럼 왈왈 짖는 듯해 그 이름이 왈이다. 물론 진짜 이름은 아니다. 진짜 이름 같은 건 모른다. 이름 따위가 뭐 대순가. 중요한 건 돈이다. 돈이 최고다.

### 은보 주변 인물
- 엄효섭 : 백자용 역 - 대사헌, 은보의 후견인(1회 ~ 12회)
- 이윤건 : 홍기호 역 - 경기감사, 은보의 양부. 홍연의 아버지.
- 이기영 : 강이수 역 - 은기와 은보의 아버지.(1회 ~ 4회 특별출연)
- 추수빈 : 여울 역 - 은보의 여종 (4회 ~ 13회) 개평의 총에 맞아 사망한다
- 이칸희 : 한씨부인 역 - 은기와 은보의 어머니.

### 이경 주변 인물
- 김범진 : 한모 역 - 이경의 호위 무관
- 안세하 : 황내관 역 - 이경의 최측근

### 영지 주변 인물
- 이재용 : 조흥견 역 - 좌의정, 권모술수와 처세의 달인이자 풍양조씨 가문의 수장. 경의 두 번째 장인. 안동 김가가 중앙 정권을 장악한 시절임을 의식해 일부러 몸을 낮춰 움직인다. 순발력이 뛰어나고 노련해 항상 대놓고 적을 만들지 않으며, 언제나 물밑 작업에 열중한다. 왕비 (은기) 시해 사건 진짜 범인.
- 최나무 : 벼리 역 - 영지의 여종

### 왕가 사람들
- 정애리 : 대왕 대비 민씨 역 - 왕실에서 뼈가 굵은 호걸, 경의 친 할머니. 김씨도 조씨도 아닌 가문에서 나고 자라 왕가로 시집왔다. 가문이 멸망하고 이 군약신강의 조선에서 이제 자신이 지켜야 할 것은 왕실 뿐이라는 사실을 깨닫고 왕실 재건에 온 힘을 쏟는다.
- 조은숙 : 대비 김씨 역 - 경의 어머니, 김가에서 배출한 왕실 여인. 내명부 최고 어른인 대왕 대비의 그늘에 가려진 듯 보이지만 그녀 역시 외척을 뒷배로 두고 움직이는 어쩔 수 없는 김 씨다.

### 안동김씨 세력
- 손병호 : 김만찬 역 - 영의정. 안동 김가의 수장으로, 대비를 배출한 당대 으뜸의 세도 가다. 권위 의식에 취해 다혈질에 성격도 급하다. 조흥견이 꼬리 감추기에 능통하다면 김만찬은 뭐든지 드러내 놓고 하는 취향이다.
- 이화겸 : 김송이 역 - 형찬의 딸, 영의정 김만찬의 조카. 간택에 참가하는 영악하고 여우 같은 규수다. 종 2품 숙의. 경의 후궁이 되지만 유폐되고 결국 쫓겨난다.
- 윤기원 : 김형찬 역 - 대제학, 송이의 아버지.

### 그 외 인물
- 조미녀 : 방예실 역 - 양반 집 규수, 전라 감사의 딸. 소박하고 털털한 매력. (3회 ~ 7회)
- 송지우 : 종희 역 - 우의정 댁 딸 (3회 ~ 7회)
- 고윤 : 개평 역 - 좌의정 조흥견의 가신 (5회 ~ 13회). 영지를 좋아한다
- 김주영 : 하단영 역 - 한미한 가문 출신으로 간택에 참여하게 된 규수. (3회 ~ 9회)
- 권재환 : 권익수 역 - 형조판서. 은보의 짐에 독약을 넣도록 사주한 인물
- 장성윤 : 홍연 역 - 경기 감사 홍기호의 딸
- 김성범 : 기칠 역 - 의금부 도사
- 하은진 : 초향 역 - 기생. 부용객주 정보원 (1회 ~ 7회)
- 서경화 : 정상궁 역 - 대왕 대비 전 상궁
- 한다미 : 궁녀 버들 역 - 안동김씨 가문의 하수인 (1회 ~ 8회)
- 이주진 : 의금부 나장 용호 역
- 김영아 : 궁인 역 - 은보의 수행궁녀 (8회 ~ 16회). 김송이에게 매수 되어 은보의 내부 첩자가 되지만, 마지막에 결심을 바꾼다.
- 김재일 : 일원 역
- 홍성숙 : 도무녀 역 - 성수청 도무녀

### 특별 출연
- 송재희 : 왕 역 - 경의 아버지

## 시청률
최저 시청률과 최고 시청률은 시청률 조사회사와 지역별로 시청률에 차이가 있을 수 있습니다.
| 2019년      | 2019년      | 2019년         | 2019년       |
| 회차        | 방송일      | AGB 시청률     | AGB 시청률   |
| 회차        | 방송일      | 대한민국(전국) | 서울(수도권) |
| ----------- | ----------- | -------------- | ------------ |
| 제1회       | 12월 14일   | 2.557%         | 2.668%       |
| 제2회       | 12월 15일   | 2.873%         | 2.779%       |
| 제3회       | 12월 21일   | 2.556%         | 2.436%       |
| 제4회       | 12월 22일   | 3.642%         | 3.537%       |
| 2020년      |             |                |              |
| 제5회       | 1월 4일     | 3.328%         | 3.011%       |
| 제6회       | 1월 5일     | 4.266%         | 4.605%       |
| 제7회       | 1월 11일    | 3.355%         | 3.082%       |
| 제8회       | 1월 12일    | 4.143%         | 4.206%       |
| 제9회       | 1월 18일    | 3.986%         | 4.219%       |
| 제10회      | 1월 19일    | 4.248%         | 4.323%       |
| 제11회      | 1월 25일    | 2.846%         | 3.037%       |
| 제12회      | 1월 26일    | 4.075%         | 4.358%       |
| 제13회      | 2월 1일     | 4.537%         | 4.403%       |
| 제14회      | 2월 2일     | 4.577%         | 4.270%       |
| 제15회      | 2월 8일     | 4.237%         | 3.975%       |
| 제16회      | 2월 9일     | 6.348%         | 5.924%       |
| 평균 시청률 | 평균 시청률 | 3.848%         | 3.802%       |

## OST
- Part. 1 소정 (레이디스코드) - 찬바람결에 흩어져 가듯이 (2019.12.15)
- Part. 2 김경록 (V.O.S) 시간아 제발 (2019.12.21)
- Part. 3 정이한 (더 넛츠) - 마지막이라고 (2019.12.29)
- Part. 4 더 브라더스 - 이별그늘 (2020.01.04)
- Part. 5 열두달(12DAL) - 사랑아 아픈 사랑아 (2020.01.11)
- Part. 6 기현 - 잠깐 나와줄래 (2020.01.18)
- Part. 7 백선녀 - 그까짓 이별 (2020.01.25)
- Part. 8 체리베리 - 이렇게 돌아서면 안돼요 (2020.02.01)
- Part. 9 이시은 - 나 믿기지 않아 (2020.02.08)
- 더 라임 - 지치고 쓰러질지라도 (2020.02.15)

## 동시간대 드라마
- JTBC 금토 드라마

《이태원 클라쓰》 (2020년 1월 31일 ~ 2020년 3월 21일)
- SBS 금토드라마

《스토브리그》 (2019년 12월 13일 ~ 2020년 2월 14일)

## 같이 보기
- 대한민국의 텔레비전 드라마 목록 (ㄱ)
- 2019년 대한민국의 텔레비전 드라마 목록